# Ryoichi Maeda
Ryoichi Maeda (Prefectura de Hyogo, Japó, 9 d'octubre de 1981) és un futbolista japonès.

## Selecció japonesa
Ryoichi Maeda va disputar 24 partits amb la selecció japonesa.